# Kominki (góra)
Kominki – góra w województwie małopolskim, w powiecie olkuskim, w gminie Olkusz. Posiada własny identyfikator PRNG: 56627.
W skałach w pobliżu szczytu, na południowym stoku wzniesienia znajduje się Jaskinia Gorenicka.